# 4377 Koremori
4377 Koremori este un asteroid din centura principală, descoperit pe 4 aprilie 1987 de Urata. Niijima.